# TLC (grup)
TLC este o trupă de fete americană, formată inițial din Tionne T-Boz Watkins, Lisa Left Eye Lopes și Crystal Jones. A fost fondată în 1990 în Atlanta, Georgia. După intrarea în trupă a lui Rozonda Chilli Thomas, formația a lansat nouă hituri de top 10 în Billboard Hot 100, inclusiv single-urile „Creep”, „Waterfalls”, „No Scrubs” și „Unpretty”. Grupul a înregistrat de asemenea albume certificate cu discuri de platină, precum albumul din 1994, CrazySexyCool.
Având peste 85 de milioane de albume vândute în întreaga lume, TLC este cel mai de succes grup feminin american din toate timpurile. VH1 a clasat TLC pe locul 12 în topul 100 Cele mai Importante Femei din Muzică. De-a lungul anilor, trupa a câștigat 4 premii Grammy și 5 MTV Video Music Awards.

## Istoria grupului
În 1990, producătorul de discuri din Atlanta Ian Burke și una din partenerele sale Crystal Jones au venit cu conceptul unei trupe de fete care să aibă o imagine rezonantă cu cultura hip-hop a vremii. Jones a căutat încă două fete pentru a forma grupul. La apel au răspuns Tionne Watkins, originară din statul Iowa, și Lisa Lopes, o rapperiță ce tocmai se mutase din orașul ei natal, Philadelphia. Primul nume al trupei a fost 2nd Nature.

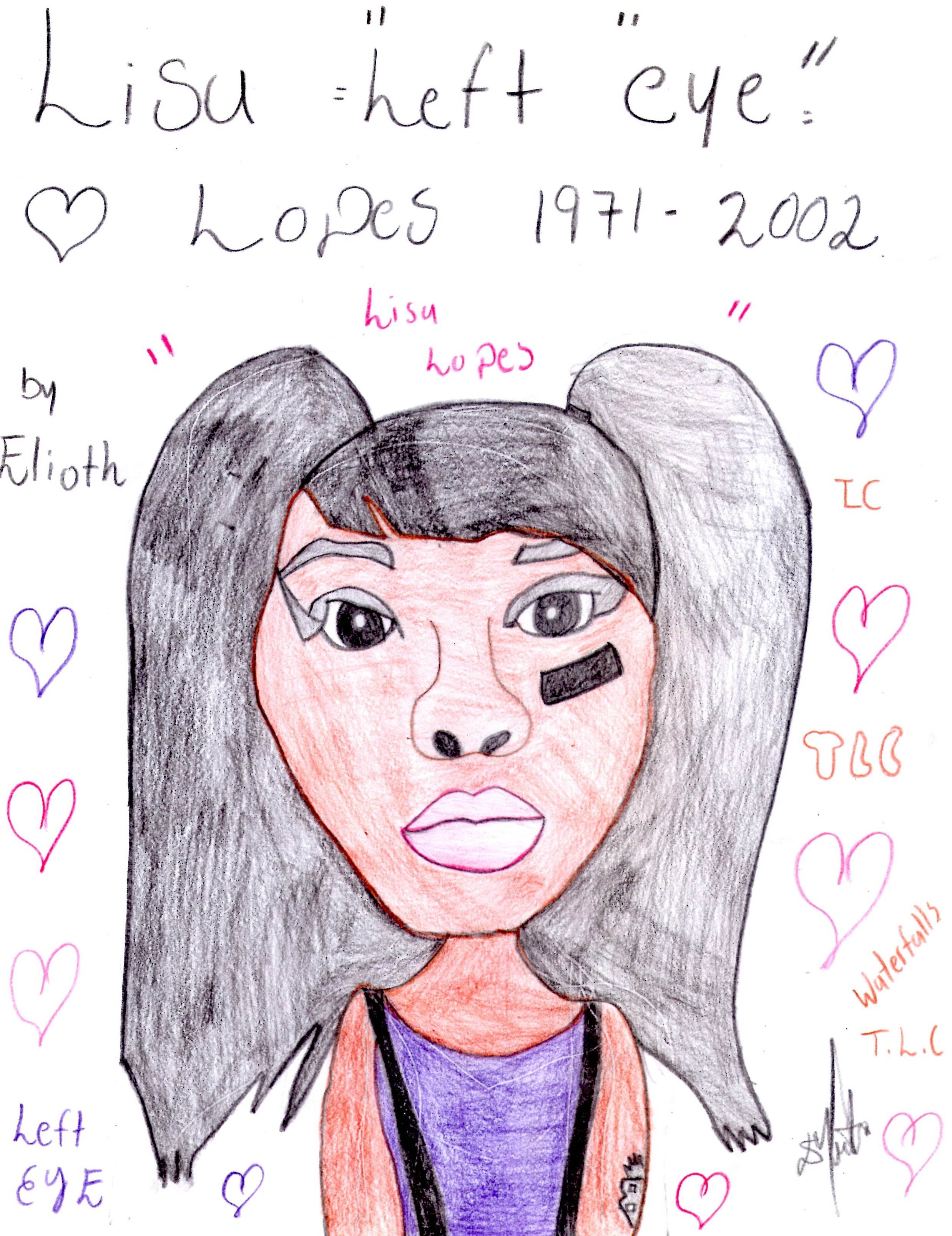
Lisa Left Eye Lopes (1971-2002), reppărița formației, a făcut parte din TLC până la moartea sa din 2002, cauzată de un accident rutier.

Cântăreața Perri „Pebbles” Reid le devine impresară și în curând grupul semnează cu casa de discuri LaFace Records. Reid redenumește grupul „TLC”, un acronim după prenumele cântărețelor: Tionne, Lisa și Crystal. Jones părăsește însă grupul iar Pebbels găsește o înlocuire, pe Rozonda Thomas, ce lucra pe atunci ca dansatoare. Thomas semnează cu trupa în 1991, iar Reid decide să păstrezele numele formației. Fetele devin astfel „T-Boz”, „Left-Eye” și „Chilli”. 
Albumul de debut al trupei a fost Ooooooohhh... On the TLC Tip, lansat pe 25 februarie 1992 de către LaFace/Arista Records. Cântecele de pe album erau un mix de R&B (Thomas), funk și hip-hop (Lisa). Albumul a fost un succes critic și comerical, vânzându-se în patru milioane de copii. A reușit performanța de a urca trei single-uri în top 10 în clasamentul Billboard Hot 100: „Ain't 2 Proud 2 Beg”, „Baby-Baby-Baby” și „What About Your Friends”. În aceeași perioadă, TLC înregistrază cântecul „Sleigh Ride”, care va face parte din coloana sonoră a filmului Singur acasă 2 - Pierdut în New York.
În timpul primului lor turneu național, ca act de deschidere pentru MC Hammer, Lopes și Thomas descoperă că Watkins suferă de anemie falciformă, o boală pe care aceasta a păstrat-o secret până a devenit foarte bolnavă.
Al doilea album de studio al TLC a fost CrazySexyCool, lansat în 15 noiembrie 1994. Din echipa de producție al acestui album au făcut parte Dallas Austin, Babyface și Jermaine Dupri. CrazySexyCool a fost primit pozitiv de critici, fiind clasat de Rolling Stone în topul celor mai bune 500 de albume din toate timpurile. S-a vândut în 11 milioane de copii. Toate cele patru single-uri de pe CrazySexyCool au ajuns în top 5 în Billboard Hot 100. „Creep” și „Waterfalls” au atins locul întâi, „Red Light Special” a atins poziția a doua și „Diggin' on You” locul cinci. La ediția Premiilor Grammy din 1995, TLC a câștigat pentru cel mai bun album R&B și pentru cea mai bună interpretare R&B, pentru „Creep”. TLC câștigă în 1996 premiul Artistul Anului la Premiile Muzicale Billboard.
Albumul FanMail a fost lansat în februarie 1999. A debutat pe locul întâi în Billboard 200 și s-a vândut în 14 milioane de copii. Single-ul No Scrubs a devenit un hit în jurul lumii, atingând poziții de top în clasamentele din Australia, Irlanda, Noua Zeelandă și Canada. La Premiile Grammy din 2000, albumul FanMail a fost nominalizat la opt categorii și a câștigat la două. În aceeași perioadă, TLC s-a pregătit pentru un turneu mondial, intitulat FanMail Tour. În 2000, Lisa colaborează cu Melanie C de la Spice Girls pe cântecul „Never Be the Same Again”.
În ziua de 25 aprilie 2002, Lisa Lopes moare într-un accident de mașină în timp ce filma un documentar în Honduras. Un al patrulea album de studio al formației TLC a fost lansat în noiembrie 2002, intitulat 3D. Thomas și Watkins au continuat concertele și turneele TLC după moartea lui Lopes. În 2017, au lansat albumul TLC, al cincelea album de studio al grupului.

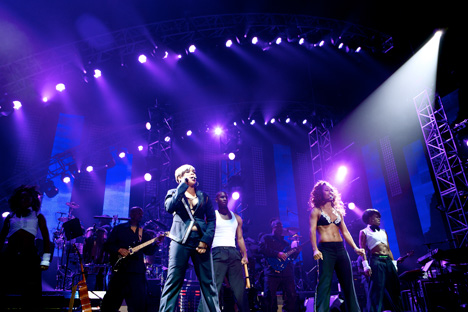
TLC în concert, 2009

## Membrele grupului
- Tionne „T-Boz” Watkins (1990-prezent) - voce contralto, vocalistă de fundal și dansatoare
- Rozonda „Chlilli” Thomas (1991-prezent) - voce mezzo-soprană, vocalistă de fundal și dansatoare
- Lisa „Left Eye” Lopes (1990-2002) - rapperiță, vocalistă de fundal, dansatoare, pian electric

## Discografie
Albume de studio
- Ooooooohhh... On the TLC Tip (1992)
- CrazySexyCool (1994)
- FanMail (1999)
- 3D (2002)
- TLC (2017)

## Turnee
- FanMail Tour (1999–2000)
- The Main Event (2015)
- 2016 Tour (2016)
- I Love the 90s: The Party Continues Tour (2017)
- Whole Lotta Hits Tour (2019)